# Namdalen

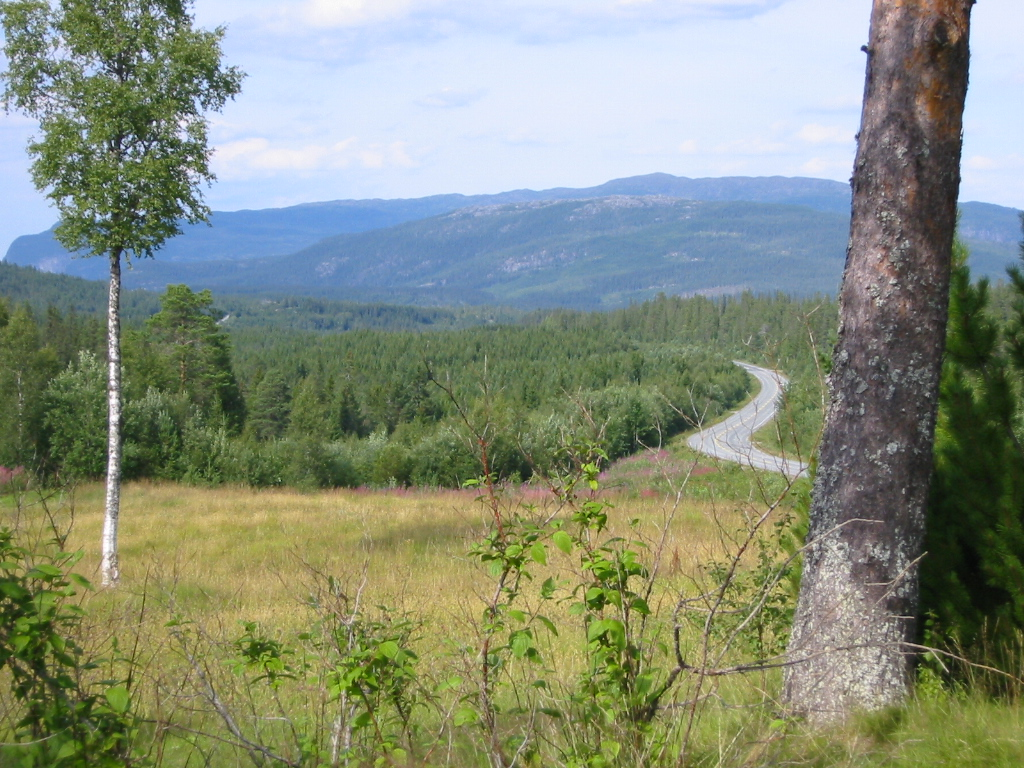
Die Europastraße 6 nahe Grong in Namdalen

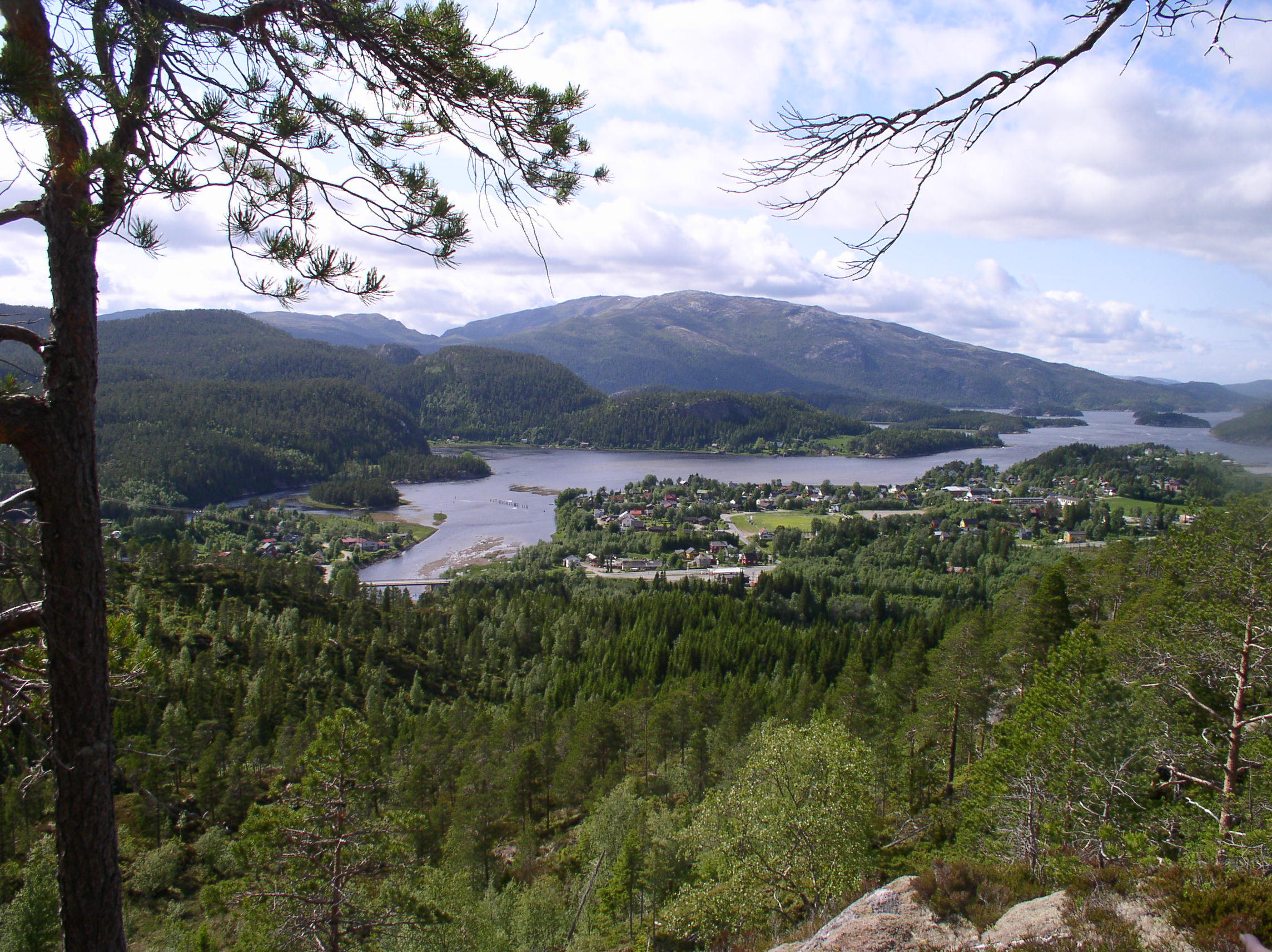
Bangsund, Kommune Namsos

Namdalen ist eine Region in Mittelnorwegen, im Norden des Fylke Trøndelag. Zu ihr gehören die Kommunen Flatanger, Namsos, Nærøysund, Leka, Overhalla, Høylandet, Grong, Namsskogan, Røyrvik und Lierne.
Man unterscheidet zwischen dem Äußeren Namdal (Ytre Namdal) und dem Inneren Namdal (Indre Namdal).
Die Landschaft hat keine eigene Verwaltung, aber eine interkommunale Zusammenarbeit ist im Aufbau.
Durch das Tal Namdalen fließt der Fluss Namsen, eines der besten Lachsgewässer Europas.
Vor Hårfagre war Namdalen eines der Kleinkönigtümer Norwegens.
Koordinaten: 64° 38′ 0″ N, 12° 35′ 0″ O